# Крашенинников Федір Геннадійович
Федір Геннадійович Крашени́нников (рос. Фёдор Геннадьевич Крашенинников; нар. 1976) — російський громадський діяч, політолог, письменник, публіцист, член оргкомітету російської партії «Народний Альянс». Відомий за провокативною фантастичною книгою «Після Росії», яку заборонено публікувати на усій території РФ.

## Біографія
Народився 16 липня 1976 року. Закінчив філософський факультет Уральського державного університету. Є засновником і видавцем Інформаційного агентства «Політрада». Член оргкомітету Всеросійської політичної партії «Народний Альянс». Разом з Леонідом Волковим написав книгу «Хмарна демократія». Згодом вийшло продовження Хмарна демократія 2. Президент Інституту розвитку та модернізації громадських зв'язків (Єкатеринбург). Блоггер на сайті «Ехо Москви».

## Твори
- Після Росії
- Хмарна демократія
- Хмарна демократія 2
- Любовничек

### Контактні дані та профілі в соцмережах
- Персональний сайт: fyodor.su
- Сторінка Вконтакті [Архівовано 27 січня 2012 у Wayback Machine.]
- Сторінка на Фейсбуці [Архівовано 24 листопада 2014 у Wayback Machine.]
- Сторінка на Твіттері [Архівовано 26 березня 2014 у Wayback Machine.]
- Сторінка на ЖЖ [Архівовано 18 березня 2022 у Wayback Machine.]
- Сторінка на Лінкедін [Архівовано 14 серпня 2013 у Wayback Machine.]

### Виступи та статті
- http://echo.msk.ru/blog/f_krash/919657-echo/ [Архівовано 26 березня 2014 у Wayback Machine.]
- https://web.archive.org/web/20140326181935/http://www.vedomosti.ru/newsline/news/1653858/lets_go_party
- http://www.kasparov.ru/material.php?id=4F10152913E1E [Архівовано 26 березня 2014 у Wayback Machine.]
- https://web.archive.org/web/20131220044700/http://nazdem.info/texts/178
- https://web.archive.org/web/20140326184750/http://www.inosmi.ru/russia/20091107/156498314.html